# Sekobirikes
Sekobirikes es el nombre de una casa de moneda celtíbera asociada tradicionalmente al antiguo municipium romano de Segóbriga cuyos restos están situados en el actual municipio de Saelices, en la provincia de Cuenca.
Como en todas las ciudades del Imperio Romano, la vida económica y las transacciones diarias de Segobriga estuvieron presididas por el uso de la moneda. Coincidiendo con el auge y dinamismo económico del emplazamiento,  empezó a acuñar su propia moneda a mediados del siglo I a. C., con Julio César en el poder. El período de producción de monedas terminaría al mismo tiempo que en el resto de ciudades hispanas (salvo Ebusus), con Calígula en el poder.

## Historia

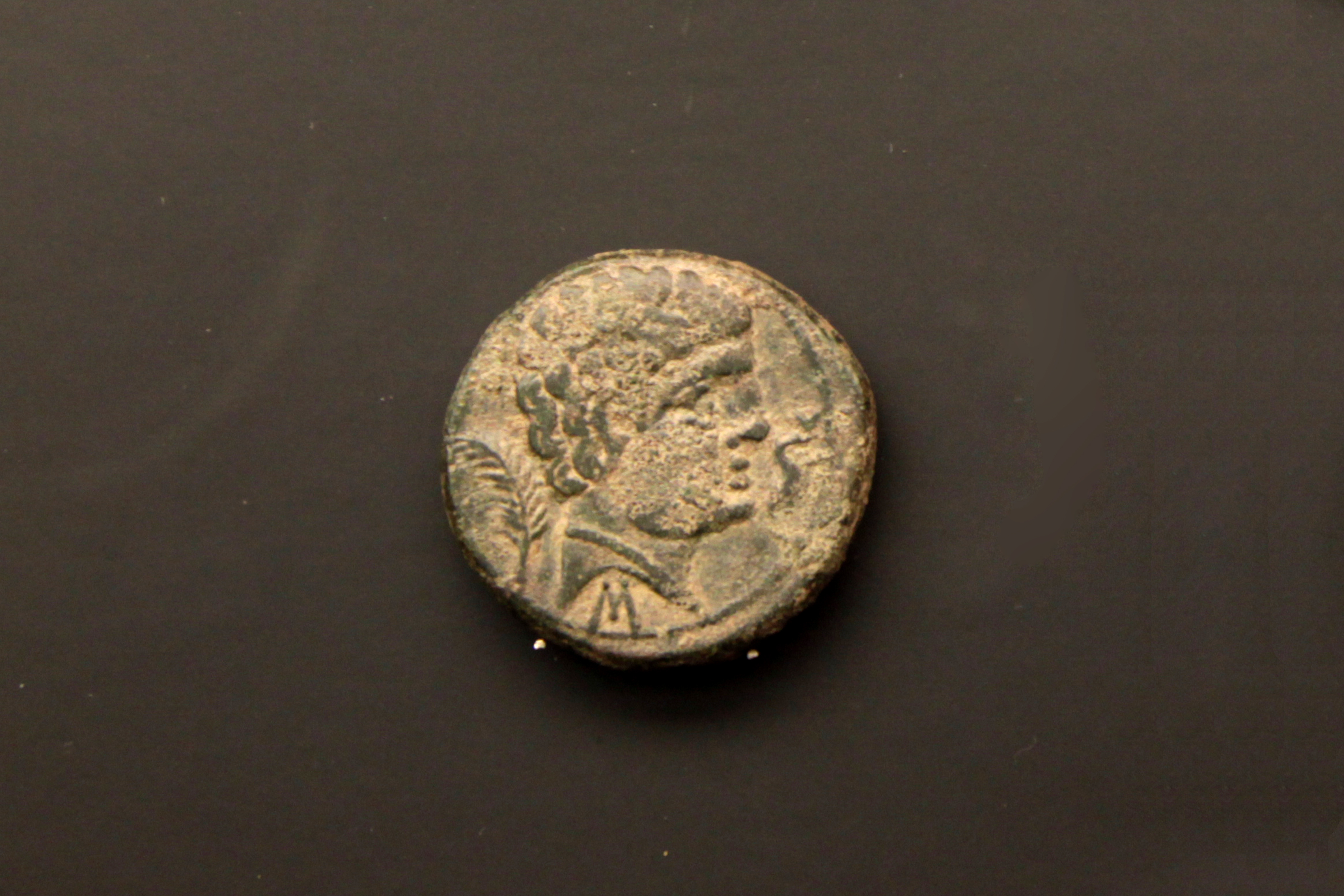
As de Sekobirikes de los siglos II al I a. C.

Durante estos cerca de 70 años se acuñaron en Segobriga cinco series de monedas en cobre puro y bronce. Antes de convertirse en municipium acuñaba ases con leyenda latina; y una vez convertida en municipium (Ca. 12 a. C.) acuñó ases, semises y cuadrantes, con los bustos de Augusto, Tiberio o Calígula en el anverso (dependiendo de quien fuera el emperador en ese momento) primero con el jinete lancero (en los ases); palma y toro (en los cuadrantes); y finalmente, ya totalmente romanizada, solo acuñaba con la corona de hojas de roble rodeando el nombre de la ciudad (en los reversos).

## Series
De las cinco series de monedas acuñadas en Segobriga, la primera es un enlace directo con las series puramente ibéricas de la Celtiberia; la segunda y tercera serie corresponden con el reinado de Augusto (27 a. C. – 14 – d. C.); la cuarta con el de Tiberio (14 – 37 d. C.); y la quinta y última con el de Calígula (37 – 41 d. C.).

## Producción
Las estimaciones hablan de que casi un millón de piezas habrían surgido de esta casa de moneda en sus cerca de 70 años de actividad, aunque desconocemos una gran parte de esta producción. Anualmente se acuñaría moneda por valor de unos 3000 sestercios (12 000 ases aproximadamente). Estas monedas se empleaban para transacciones locales, pero también llegaron a otros lugares de la península ibérica con los que Segóbriga mantenía buenas relaciones económicas, especialmente el Sureste hispano. Del mismo modo monedas de otros lugares llegaban a Segobriga, especialmente del Valle del Ebro. Están documentadas en Segóbriga monedas de Bilbilis (Calatayud); Turiaso (Tarazona); Celsa (Velilla de Ebro); Caesaraugusta (Zaragoza); Calagurris (Calahorra); Carthago Nova (Cartagena). Comerciantes, viajeros y funcionarios recorrerían el territorio difundiendo monedas de unas ciudades a otras con sus transacciones, ya que se trataba de monedas de igual valor y así acababan entremezclándose gracias a la uniformidad del sistema monetario romano.
Las monedas surgidas de esta casa de moneda eran exclusivamente para uso en la vida cotidiana, dado su escaso valor. Para mayores transacciones se utilizaban áureos y denarios, que eran emitidos por la casa de moneda oficial de Roma.